# 金牛座46
金牛座46，又名BD+07 617，HD 26690、SAO 111672、HR 1309，是金牛座的一颗恒星，视星等为5.29，位于銀經184.93，銀緯-29.96，其B1900.0坐标为赤經4h 8m 9.9s，赤緯+7° -29.96′ 38″。